# بولز (آرکانزاس)
بولز (به انگلیسی: Boles) یک منطقهٔ مسکونی در ایالات متحده آمریکا است که در شهرستان اسکات، آرکانزاس واقع شده‌است. بولز ۲۰۵٫۱۳ متر بالاتر از سطح دریا واقع شده‌است.